# Caroline Dinenage
Caroline Julia Dinenage, née le 28 octobre 1971 à Portsmouth, est une femme politique du Parti conservateur britannique qui est députée de Gosport depuis des élections générales de 2010. 
Elle a été réélue en 2015, 2017, 2019 et 2024. 
Ancienne Secrétaire parlementaire privé (PPS) du Ministre des Femmes et des Égalités, Nicky Morgan, elle a occupé des postes de sous-secrétaire d'État parlementaire au ministère de la Justice, au ministère de l'Éducation  et au ministère du Travail et des Pensions, avant d'être nommé ministre d'État au ministère de la Santé et des Affaires sociales en janvier 2018. 

## Jeunesse et carrière
Elle est née le 28 octobre 1971, la fille du présentateur de télévision Fred Dinenage et Beverley Summers. Elle a vécu dans le sud du Hampshire pendant la majeure partie de sa vie . 
Elle a fréquenté Oaklands RC Comprehensive School, Waterlooville, puis a étudié la politique et l'anglais à l'Université de Swansea . 
Elle était une directrice de Dinenages Ltd, une société à responsabilité limitée qui, en vertu d'un ancien contrat de franchise, exerce toujours ses activités en tant que Recognition Express, un distributeur et fournisseur de produits d'identité d'entreprise . En 2010, elle a annoncé qu'elle vendrait son quart de part dans l'entreprise  mais a en fait réduit sa participation à 15% . En juin 2015, elle a renoncé à sa part restante dans l'entreprise . 
Elle a commencé sa carrière politique à Winchester, où elle a été membre du conseil local pendant cinq ans, démissionnant en 2003 . Elle s'est présentée comme candidate du Parti conservateur pour Portsmouth-Sud aux élections générales de 2005, terminant deuxième avec 33,9% des voix . 

## Carrière parlementaire

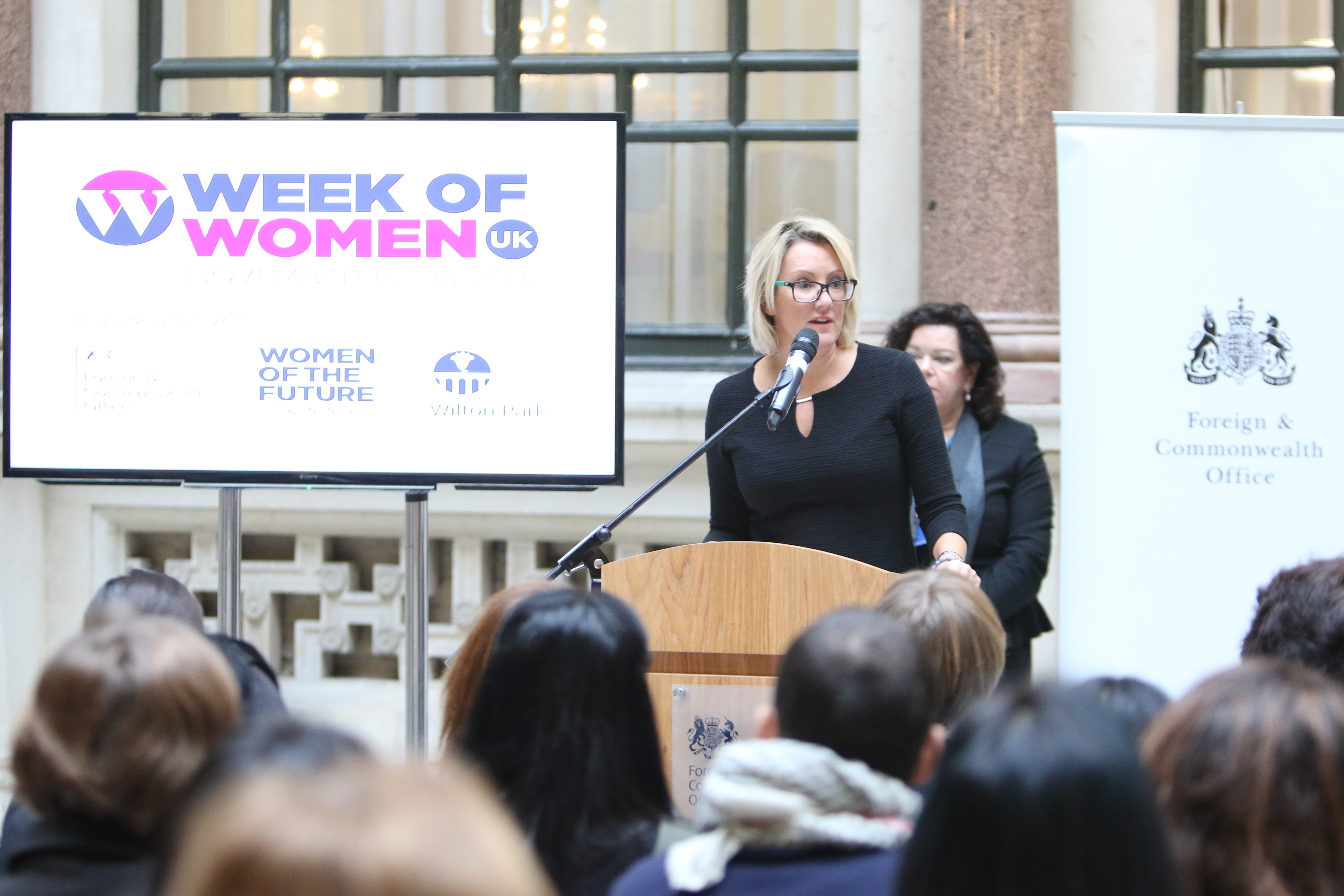
Caroline Dinenage députée, sous-secrétaire d'État parlementaire chargée des femmes, de l'égalité et de la petite enfance au ministère de l'Éducation

En 2010, après l'annonce du départ à la retraite de Sir Peter Viggers à la suite du Scandale des dépenses du Parlement du Royaume-Uni, la Gosport Constituency Conservative Association a organisé une primaire ouverte, invitant tous les électeurs, quelle que soit leur appartenance politique, à remplir un scrutin postal pour sélectionner un candidat. Dinenage a remporté la primaire de Gosport . 
Elle a été élue à la Chambre des communes comme député de Gosport lors des élections générales de 2010 avec une majorité de 14 413 voix. Elle a été réélue avec une majorité de 17 098 (55,3% des voix) . 
Elle a siégé au comité des entreprises, de l'innovation et des compétences entre novembre 2012 et mars 2015 . En juin 2013, elle a été nommée l'une des 12 ambassadrices des petites entreprises par le Premier ministre . 
Elle s'est intéressée aux questions de défense et a notamment mené avec succès une campagne pour les vétérans des convois arctiques de la Seconde Guerre mondiale . Elle a été vice-présidente (Royal Navy) du Groupe parlementaire multipartite pour les forces armées pendant quatre ans entre 2010 et 2014 . 
Elle a été sélectionnée par le secrétariat aux Affaires étrangères en tant que membre de la délégation britannique de l'OTAN et élue vice-présidente d'un sous-comité OTAN sur la science et la technologie . 
Le 5 février 2013, elle a voté contre le projet de loi sur le mariage (couples de même sexe) lors du débat en deuxième lecture . Cependant, elle n'a pas voté contre le projet de loi lors des votes ultérieurs .
En octobre 2013, elle a dirigé un débat parlementaire sur l'alphabétisation et la numératie des adultes . En 2014, elle a formé le Groupe parlementaire multipartite de mathématiques et de numératie dont elle est coprésidente . 
En juillet 2014, elle a été nommée secrétaire privée parlementaire (SPP) de la Ministre des Femmes et des Égalités, Nicky Morgan .
En mai 2015, elle a été nommée au double poste de sous-secrétaire d'État parlementaire au ministère de la Justice et auprès de la ministre des Femmes et de l'Égalité au ministère de l'Éducation . Pendant son mandat auprès du ministre de la Justice, le groupe de campagne Action 4 Ashes a félicité Dinenage pour son action rapide en introduisant des changements importants dans la loi sur la crémation à la suite du scandale des cendres de bébé à Shrewsbury . 
En juillet 2016, elle a été nommée sous-secrétaire d'État parlementaire pour les femmes, l'égalité et la petite enfance au Département de l'éducation dans le ministère May 2 . Puis, elle a été nommée sous-secrétaire d'État parlementaire au ministère du Travail et des Pensions, chargée du soutien et du bien-être des familles . 

## Vie privée
Dinenage a deux enfants avec son premier mari Carlos Garreta, un officier de la Royal Navy qu'elle a épousé à Portsmouth en 2002 . En février 2014, elle a épousé son collègue, le député conservateur Mark Lancaster. Elle est supporter du Portsmouth FC .